# Vanquish (jeu vidéo)
Pour les articles homonymes, voir Vanquish.
Vanquish (ヴァンキッシュ, Vankisshu, prononcé Vaankuish en anglais) est un jeu de tir à la troisième personne développé par Platinum Games et édité par Sega. Le jeu est distribué en octobre 2010 sur PlayStation 3 et Xbox 360.
L'histoire prend place dans un univers futuriste fictif où des terroristes communistes russes transforment une station orbitale en arme de destruction massive et menacent d'attaquer les États-Unis.

## Synopsis
Vanquish a lieu dans un avenir proche où la population de la planète Terre a atteint les 10 milliards d'habitants. Les nations du monde entier se battent pour la mise à disposition des ressources rares, le monde fait face à des pénuries alimentaires et à des conflits en tous genres. Les États-Unis d'Amérique ont tenté d'atténuer leurs problèmes démographiques et énergétiques en lançant en orbite une ville spatiale en forme d'énorme cylindre. Appelée Providence, la ville fournit une autre source de carburant à partir du Soleil.
Toutefois, le gouvernement de la fédération de Russie a été renversé par un coup d'État par des communistes se faisant appeler l’Ordre de l'Étoile russe. Cette nouvelle puissance a rapidement pris le contrôle de la station spatiale, en s'en servant comme arme capable de détruire des villes entières. Démontrant leur détermination en pulvérisant San Francisco à l'aide de micro-ondes, ils souhaitent que les principaux responsables politiques des États-Unis se rendent. Ils menacent de renouveler l'attaque sur New York s'ils n'obtiennent pas satisfaction. Ne voulant pas se soumettre, la présidente des États-Unis déclare la guerre aux terroristes.
Sam Gideon, scientifique de la D.A.R.P.A. possédant une armure à réaction sur-développée (A.R.S.), est envoyé en renfort chez les Marines et plus particulièrement dans un commando appelé Bravo pour sauver le professeur Candide et reprendre le contrôle de Providence bien qu'il y est officiellement pour tester l'A.R.S.

## Système de jeu
Le héros porte l’Armure à Réaction Sur-développée ARS (Augmented Reaction Suit), une tenue de combat capable de multiplier les capacités du soldat qui la porte, grâce à sa texture faite de nanotubes en carbone et permet de copier l'apparence et les caractéristiques de trois armes simultanément et de grenades (Système B.L.A.D.E), ces armes peuvent être améliorés elle est aussi équipée de réacteurs et d'un système augmentant la réactivité de son porteur (sorte de « bullet time »).

## Développement
Shinji Mikami, concepteur du jeu, avait choisi de situer l'action de Vanquish dans le futur pour avoir davantage « de liberté au niveau du scénario ».

## Distributions

### Voix originales
- Gideon Emery : Sam Gideon
- Kari Wahlgren : Elena Ivanova
- Steve Blum : Lieutenant-Colonel Robert Burns
- Benito Martinez : Professeur François Candide
- Marc Worden : Victor Zaitsev
- Lee Meriwether : La Présidente Elizabeth Winters
- Fred Tatasciore : Daniel Grassi
- Chris Cox : Voix additionnelles
- Josh Keaton : Voix additionnelles
- Robin Atkin Downes : Voix additionnelles
- Mark Deklin : Voix additionnelles

### Voix françaises
- Raphaël Cohen : Sam Gideon
- Pascale Salkin : Elena Ivanova
- Michel Elias : Lieutenant-Colonel Robert Burns
- Stéphane Miquel : Professeur François Candide
- Martial Le Minoux : Victor Zaitsev
- Julie Carli : La Présidente Elizabeth Winters
- Emmanuel Bonami : Voix additionnelles
- Philippe Bozo : Voix additionnelles

## Accueil
- GameSpot : 9/10[4]
- GameTrailers : 9/10[5]

Récompenses
- Classic Game Room Game of the Year 2010
- GameSpot Best Original Game Mechanic (Rocket Sliding)
- GameSpot Best Game No One Played[6]
- GamesRadar Most “Oh Shit” Moments Per Minute[7]
- IGN - Best Sci-Fi Game 2010[8]
- X360 Magazine - Best Shooter[9]